# Amstar (magazine)
Pour les articles homonymes, voir Amstar.
Amstar (N°1 à 25), puis Amstar & CPC (N°26 à 47), puis Amstar Informatique (N°48 à 53), était un magazine français mensuel puis bimestriel consacré au jeu vidéo sur Amstrad CPC. Lancé en septembre 1986, Amstar arrêtera sa diffusion en janvier 1991 (dernier numéro : n° 53).